# 캔자스시티 뮤니시펄 스타디움
뮤니시펄 스타디움(Municipal Stadium)은 미국 미주리주 캔자스시티에 위치한 야구장이다. 과거 MLB 캔자스시티 애슬레틱스, 캔자스시티 로열스와 NFL 캔자스시티 치프스의 홈구장으로 사용했다.
| 메이저 리그 베이스볼 올스타전 개최 경기장 |                          |               |
| 1959년                                    | 1960년 뮤니서펄 스타디움 | 1960년        |
| 로스앤젤레스 메모리얼 콜리세움            | 1960년 뮤니서펄 스타디움 | 양키 스타디움 |
|                                           |                          |               |
|                                           |                          |               |